# RG-42
RG-42とはソビエト連邦の破片手榴弾である。本来は第二次世界大戦中に緊急措置として登場したもので、戦後の時期にもソビエト連邦軍およびワルシャワ条約機構の加盟国で使用が続けられた。
本弾薬は円筒形の弾体に200gのTNT炸薬を内蔵する。この手榴弾は35mから40mほど投げることができ、爆風の効力半径は約10mである。信管含め手榴弾の総重量は約500gだった。
手榴弾は3.2秒から4秒の遅延時間を持つUZGRM信管を用いた。この信管はRGD-5、RG-41、またF1手榴弾にも用いられている。

## 外部リンク

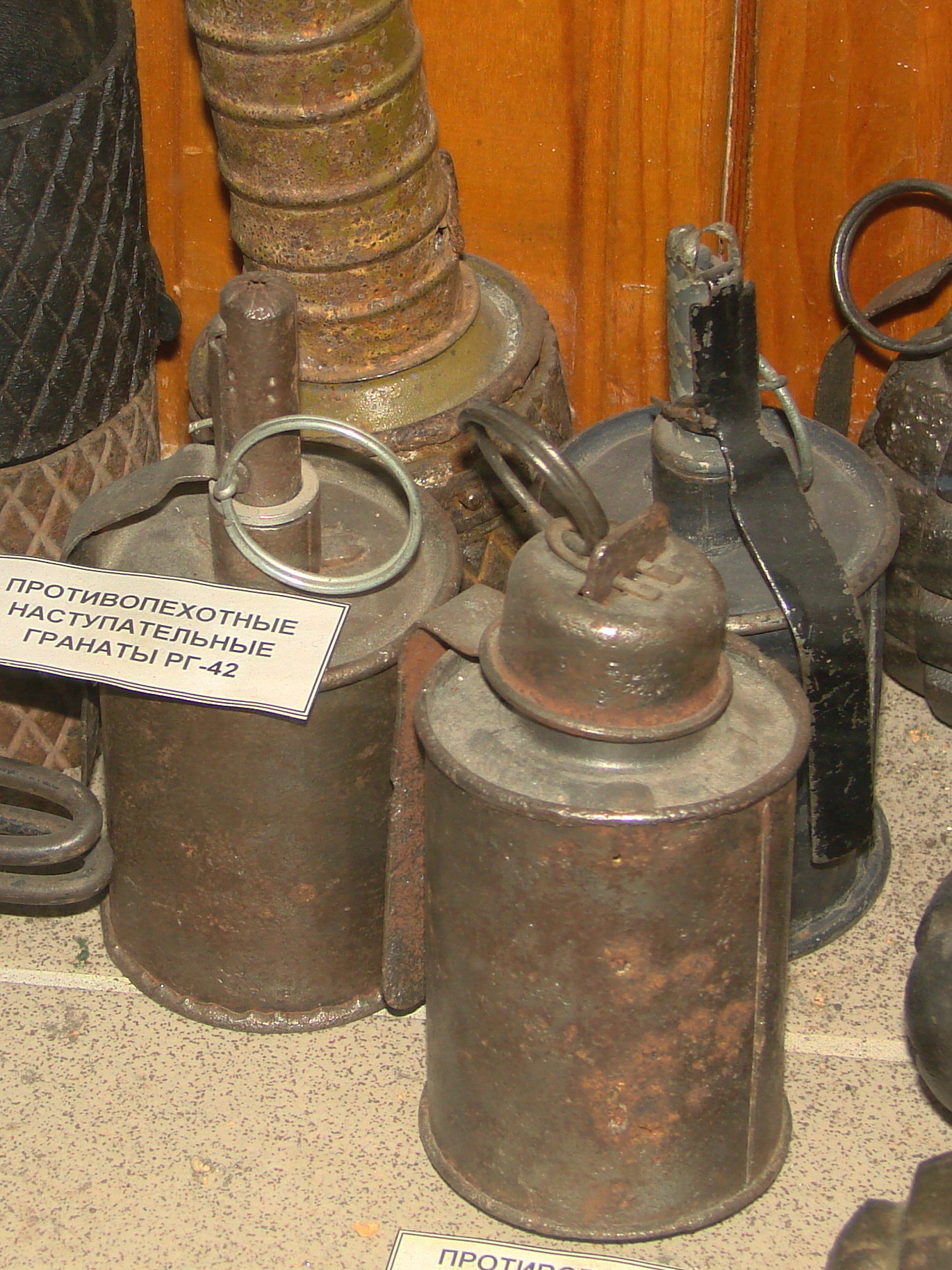
RG-42